# Hisui Haza
Hisui Haza (羽座 妃粋, Haza Hisui), née le 16 mars 1996, est une joueuse internationale de football japonaise.

## Biographie
Le 13 septembre 2014, elle fait ses débuts avec l'équipe nationale japonaise contre l'équipe du Ghana. Elle compte 4 sélections en équipe nationale du Japon.

## Statistiques
Le tableau ci-dessous présente les statistiques de Hisui Haza en équipe nationale
| Équipe du Japon | Équipe du Japon | Équipe du Japon |
| Année           | Matchs          | Buts            |
| --------------- | --------------- | --------------- |
| 2014            | 4               | 0               |
| Total           | 4               | 0               |

## Palmarès
- Troisième de la Coupe du monde des moins de 20 ans 2016